# Uniform (Bundesheer)
Die Uniformen des Österreichischen Bundesheeres werden in der Dienstvorschrift für das Bundesheer – Anzugsordnung (DVBH Anzugsordnung) geregelt.
Uniformen gehören zu den nach dem Kriegsvölkerrecht vorgeschriebenen äußerlichen Kennzeichen, durch die sich Kombattanten von Nichtkombattanten unterscheiden. Außerdem dienen Uniformen dazu, Soldaten entsprechend ihren unterschiedlichen Aufgaben möglichst zweckmäßig zu bekleiden. Dazu gibt es verschiedene Uniformarten.

## Anzugsarten

### Tarnanzug ÖBH (Ersatz Kampfanzug, vollständige Einkleidung abgeschlossen ab Ende 2023)
Mit einigen Monaten Verspätung – angekündigt war die Einführung bereits für Mitte 2018 – wurde im März 2019 ein neuer Dienst- und Kampfanzug von der Heeresbekleidungsanstalt in Brunn am Gebirge selbst entwickelten sechsfärbigen „MultiCam Österreich“-Tarnmuster eingeführt. Das Standardmuster ist auf die Umgebungsfarben in Österreich abgestimmt, kann bei Bedarf auch in den Farbversionen für „Wüste“ und „Winter“ angeschafft werden. Die Umstellung auf den zunächst nur als „Tarnanzug neu“ bezeichneten Kampfanzug wurde beim Jägerbataillon 18 und beim Miliz-Jägerbataillon Burgenland begonnen und im Jahr 2020 beim Panzergrenadierbataillons 13 fortgesetzt soll bis spätestens 2023 abgeschlossen sein. Pro Jahr sollen 3000 bis 4000 Soldaten mit den neuen Uniformen ausgestattet werden und der Kampfanzug 03 komplett ersetzt werden.
Das Fleckentarnmuster der neuen Tarnuniform wurde von Experten des Österreichischen Bundesheeres entwickelt. Die Besonderheit des Tarnmusters besteht darin, dass es die elektronische Aufklärung durch optronische Nachtsichtmittel erheblich erschwert und auch in natürlicher Umgebung einen hohen Tarneffekt erbringt.
Zudem wurden Vorkehrungen getroffen, um Knie- und Ellbogenschutzprotektoren einzuschieben, was mehr Körperschutz für die Soldaten bedeutet.

### Anzug03
Der Anzug 03 ist eine stark überarbeitete sowie teilweise völlig neu entwickelte Form des bisherigen Anzug 75 mit Änderungen im Schnitt und Ausführung, als Farbe wurde allerdings das „klassische“ braungrau (RAL 7013) vom Anzug 75 beibehalten.
Zusätzlich wird mit dem Kampfanzug 03 auch ein großer Teil der übrigen Ausrüstung ersetzt, z. B. Rucksack, neuer Kevlarhelm (in Einführung seit 2016), neues modulares Tragesystem mit Kampfweste anstatt des bisherigen Koppeltragegestells des Kampfanzug 75 (im Bundesheer traditionell als „Traggerüst“ bezeichnet). Allerdings kann beim Anzug 03 aus dem Hüftgurt zusammen mit dem „Hüftgurtträger“ ein Koppeltragegestell hergestellt werden.
Die Änderungen der Kaz03-Uniform bestehen in:
- verbesserten Materialien, u. a. atmungsaktiverer und stärker wasserabweisender Stoff als der alte Anzug 75, Gewebe aus Ripstop
- der Anzug 03 besitzt keine Schulterklappen mehr, es wird stattdessen nur noch ein Dienstgradabzeichen vor der Brust getragen.
- höherer Tragekomfort und Bewegungsfreiheit durch geänderten Uniformschnitt
- Klettflächen auf beiden Oberarmen: links wird weiterhin das Nationalitätsabzeichen getragen (allerdings nicht mehr aufgenäht, sondern als Patch mit Klettverschluss auf der Rückseite), rechts das Abzeichen der eigenen Einheit. Zusätzliche Abzeichen für Ausbildungen wie z. B. Heeresbergführer, Heeresschilehrer, Nahkampf- oder Fallschirmspringerausbildung werden wie bisher auf der Brust bzw. den Brusttaschen getragen (teilweise auch als Klettpatches, allerdings müssen dafür zusätzliche Klettflächen aufgenäht werden).

#### Dienstanzug 03
Der Dienstanzug 03 ist rein für den Innendienst vorgesehen und besteht fast zur Gänze aus dem alten Anzug 75, allerdings wurde die alte Feldkappe des Anzug 75 durch die neue Kampfanzugskappe des Anzug 03 ersetzt. In den meisten Kasernen wird allerdings auch im Innendienst zunehmend der Kampfanzug 03 getragen.

#### Kampfanzug 03

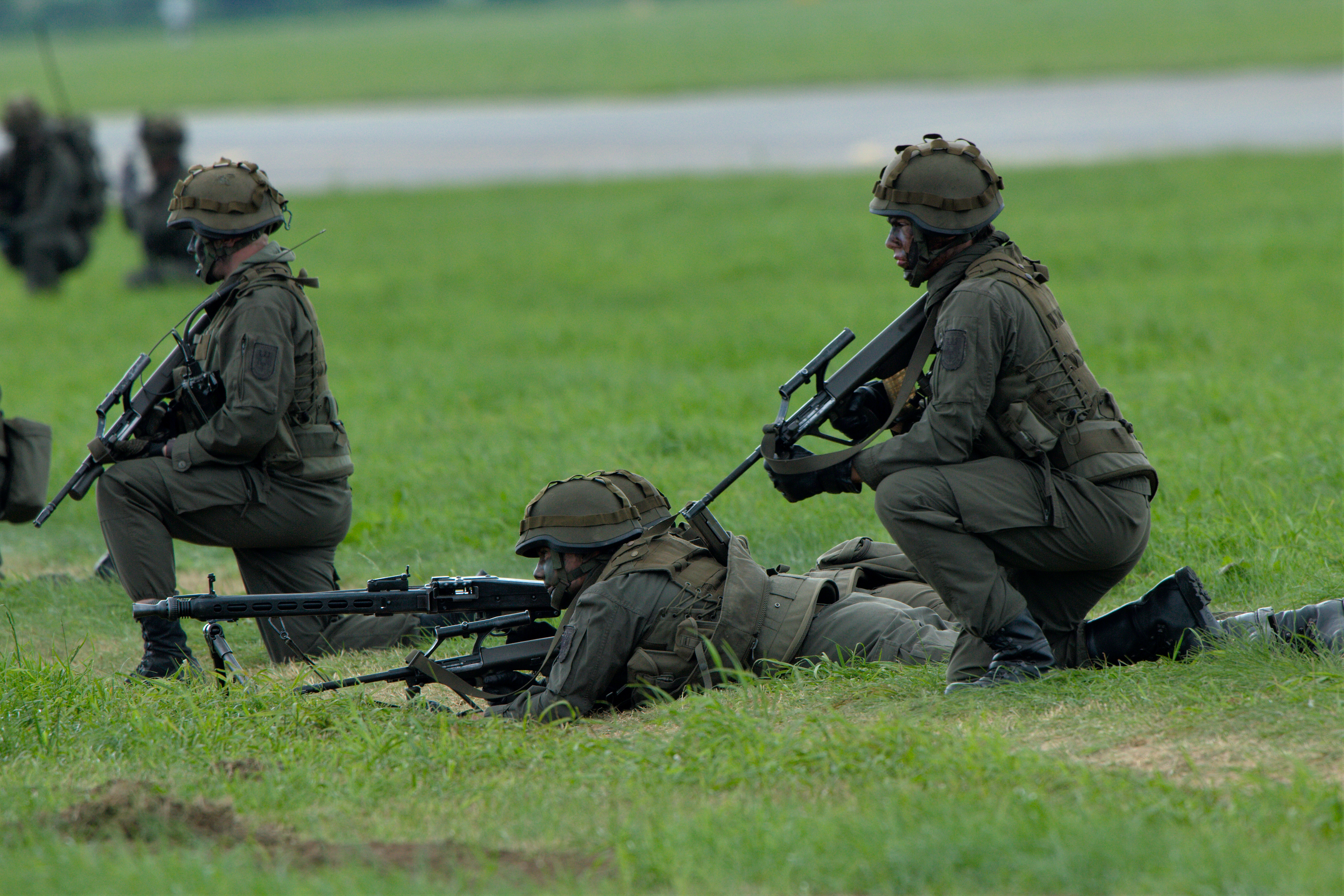
Soldaten in Kaz03/2

Der Kampfanzug 03 besteht grundsätzlich aus der leichten Feldmütze (offizielle Bezeichnung beim Kampfanzug 03: „Kampfanzugmütze“), Feldhose leicht, olivgrünes T-Shirt als Unterhemd und Feldjacke leicht. Zusätzlich wurde auch neue Nässe- und Kälteschutzkleidung im Schnitt des Anzug 03 eingeführt.
Seit 2021 wird eine neue Kopfbedeckung zum Kampfanzug 03 sowie zum neuen Tarnanzug eingeführt. Hintergrund der Adjustierungsmaßnahme: Der neue Kampfanzughut dient vor allem dem besseren Sonnenschutz der Soldaten, verfügt er doch über eine breite rundumlaufende Krempe. Das zeigt sich im Hochsommer zweckmäßiger als die Feldkappe, bei der der Nacken ungeschützt bleibt. Als Kampfhelm wird zurzeit weiterhin der 1994 eingeführte Kevlarhelm der Firma MSA Safety Incorporated verwendet, allerdings wird dieser seit 2016 durch den Helm Sentry XP Mid Cut der Firma Ops Core Inc. aus Boston ersetzt. Letzterer ist deutlich leichter als der bisherige Kevlarhelm und bietet verschiedene Befestigungsmöglichkeiten für Ausrüstungsgegenstände wie z. B. Nachtsichtbrillen, Headsets oder Schutzvisiere, zusätzlich kann die Innenpolsterung des Helmes besser an die individuelle Kopfform angepasst werden.
Beibehalten wurden die Feldschuhe leicht und schwer (informell im Bundesheer auch als „Einser-“ bzw. „Zweier-Bock“ bezeichnet), das Barett in verschiedenen Farben je nach Waffengattung (siehe unten). Zusätzlich tragen Angehörige der Luftstreitkräfte anstatt eines Baretts weiterhin die bisherige braungraue Fliegermütze („Schiffchen“) und Angehörige der 6. Jägerbrigade ein aus Metall gefertigtes Edelweiß auf der linken Seite der Kampfanzugkappe.
Aktuell (Stand 2017) wird als Alternative zur Feldjacke leicht auch ein knopfloses graues Kurzarmhemd eingeführt, das im Schnitt eher einem Kasack ähnelt anstatt einem „klassischen“ Hemd wie z. B. dem Feldhemd des Anzug 75.
Für den Dienst im Feld werden darüber verschiedene Module angelegt („Kaz“ = „Kampfanzug“):
- Kaz03/1: Hüftgurt mit Hüftgurtträger. Dies entspricht in etwa dem ehemaligen „Traggerüst“ des Bundesheeres, allerdings dient der Hüftgurtträger nicht mehr gleichzeitig als Traggurte für den Rucksack wie beim Koppeltragegestell des Kampfanzug 75.
- Kaz03/2: Hüftgurt verbunden mit Kampfweste und darauf montierter Ausrüstung (Magazins-, Handgranaten- und/oder Außentaschen). Die neu eingeführten Außentaschen (groß, mittel und klein) können optional entweder am Rücken als eine Art Rucksack befestigt werden oder am Hüftgurt (z. B. seitlich als Drop Pouch, um z. B. leergeschossene Magazine schnell zu versorgen), außerdem ersetzt die mittlere Außentasche die bisherige Tasche für die ABC-Schutzmaske.
- Kaz03/3: Für Einsätze bis ca. 24 Stunden, der Kaz03/1 oder 2 wird dabei um den Rucksack erweitert
- Kaz03/4: Für Einsätze über 24 Stunden, grundsätzlich entsprechend dem Kaz03/3, jedoch mit zusätzlicher Bekleidung/Ausrüstung im Rucksack (Schlafsack, Toiletttasche etc.)
- Kaz03/5: Entspricht grundsätzlich dem Kaz03/4, die restliche Bekleidung und Ausrüstung ist im ebenfalls neu eingeführten Trosssack verpackt.

#### Sportanzug 03
Sommer: Der Sportanzug 03 (Sommer) besteht für Männer aus grünem Unterleibchen, grünen Wollsocken, Sportschuhen, einfarbiger, enger Unterhose (grün oder schwarz) und kurzer, enger, schwarzer Sporthose.
Frauen dürfen, wenn sie wollen, anstatt des Unterleibchens ein Top oder Sport-BH tragen, außerdem dürfen sie eigene Unterwäsche, Sportschuhe und Socken tragen, sowie Trainingsjacke, Nässeschutzjacke, Trainingshose, Nässeschutzhose.
Winter: Der Sportanzug 03 (Winter) besteht für Männer aus grünem Unterleibchen, grünen Wollsocken, Sportschuhen, einfarbiger, enger Unterhose (grün oder schwarz), kurzer, enger schwarzer Sporthose, sowie langer, enger schwarzer Sporthose, die die Männer über der kurzen Sporthose tragen müssen. Eine Trainingsjacke ist bei Männern erst ab Temperaturen unter 0 Grad Celsius vorgesehen.
Frauen dürfen, wenn sie wollen, anstatt des Unterleibchens ein Top oder Sport-BH tragen, außerdem dürfen sie eigene Unterwäsche, Sportschuhe und Socken tragen, sowie Trainingsjacke, Nässeschutzjacke, Trainingshose, Nässeschutzhose, Stirnband, Thermomütze, Rollkragenleibchen, Thermojacke oder Thermojacke alpin, Nässeschutzjacke, Nässeschutzhose und Feldfäustlinge.

#### Dienstanzug 03 für Besatzungen von gepanzerten Kampf- und Gefechtsfahrzeugen
Der Dienstanzug 03 für Besatzungen von gepanzerten Kampf- und Gefechtsfahrzeugen besteht aus Panzeroverall und im Winter zusätzlich aus der Panzerjacke.

### Anzug 75
Der 1975 eingeführte Anzug 75 ist für den Ausbildungsdienst allgemeiner Art, den Dienst innerhalb der Kaserne und auf dem Weg zum oder vom Dienst vorgesehen.
Der olivgrüne (RAL 7013) „Anzug 75“ mit Feldhemd und Feldjacke (bei kühlem Wetter) ist als Dienstanzug noch immer weit verbreitet. Seit 1992 ist das olivgrüne Nationalitätsabzeichen mit der Beschriftung „ÖSTERREICH – BUNDESHEER“ auf dem linken Oberärmel angebracht. Als Kopfbedeckung dienen die Feldkappe, Barett oder Fliegermütze und die wärmende Plüschkappe (letztere mit Ohrenschutz). Im Innendienst können statt Stiefeln Halbschuhe getragen werden. Für den Ausgang können anlassgegeben Ordensspange oder Volldekoration getragen werden.

### Anzug grau („A-Garnitur“)
Die Ausgangs- bzw. Gesellschaftsuniform wird als „Anzug grau“ bezeichnet und seit 1965 in unveränderter Form ausgegeben. Sie wird auch oft „A-Garnitur“ benannt. Sie besteht aus feldgrauem Uniformrock, steingrauer (früher: eisengrauer) Anzugshose, schwarzen Halbschuhen und Tellerkappe, Gebirgskappe, Fliegermütze oder Barett (letztere beiden nur, wenn keine Volldekoration getragen wird).
Kaderangehörige ab Dienstgrad Wachtmeister fassen eine maßgefertigte Garnitur aus. An Grundwehrdiener und Chargen wird generell kein Anzug grau ausgegeben. Er kann aber im Bedarfsfall ausgefasst werden.
- Der Uniformrock: Gebräuchlich sind drei Arten von Knöpfen: Offiziere tragen goldfarbene Knöpfe mit glattem Rand, strichmattiertem Grund und geprägtem stilisiertem Bundesadler. Unteroffiziere desgleichen, jedoch silberfarben. Die Knöpfe der Chargen und Rekruten sind dagegen grau mit glattem Rand und fein gekörnter Innenfläche. Auf der linken Schulter des Uniformrocks tragen Offiziere eine geknöpfte Spange aus goldfarbener Litze; bei Unteroffizieren ist die Spange silberfarben, beim Stabsunteroffizier (MBUO1/MZUO1) gold-silbern meliert. Zum „Anzug 65“ sind weder Stoffgürtel noch Leibriemen erlaubt.
- Die Uniformhose: Sie ist eine steingraue Bundfaltenhose mit Passepoillierung in Farbe der Waffengattung.

#### Ausgangsanzug/Großer Dienstanzug
Der Ausgangsanzug besteht aus dem Anzug grau und grauem Uniformhemd. Im Sommer kann auf den Uniformrock verzichtet werden und innerhalb der Kaserne ein kurzärmeliges Hemd ohne Krawatte getragen werden.
Wenn Volldekoration getragen wird, wird er als „Großer Dienstanzug“ bezeichnet. Er wird hauptsächlich im Innendienst getragen.

#### Gesellschaftsanzug/Großer Gesellschaftsanzug
Der Gesellschaftsanzug besteht aus Anzug grau und weißem Hemd. Er ist für abendliche, gesellschaftliche Veranstaltungen, Bälle und besondere persönliche Anlässe wie Promotion oder Hochzeit vorgesehen.
Wenn Volldekoration getragen wird, wird er als „Großer Gesellschaftsanzug“ bezeichnet. Als solcher ist er einem zivilen Smoking oder Frack gleichgestellt.

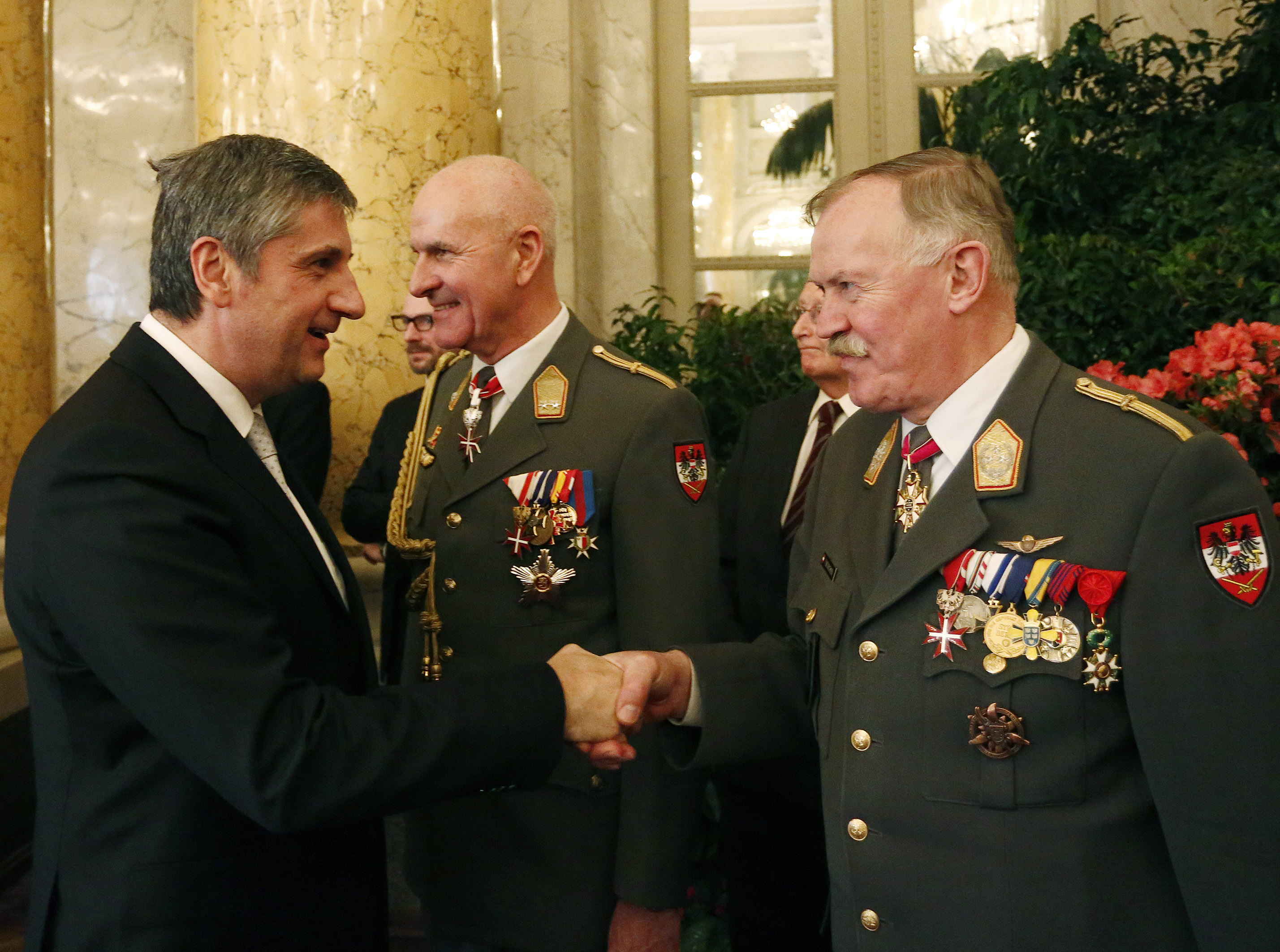
Generalmajor Keller und General Edmund Entacher (r.) in Großem Gesellschaftsanzug

### Anzug weiß
Eine Besonderheit stellt der weiße Uniformrock dar. Trageberechtigt waren zunächst die Offiziere, seit 1980 auch die Unteroffiziere. Der weiße Rock ist auf eigene Kosten zu beschaffen, kann aber von der Forterhaltung abgegolten werden. Zunächst nur im Sommerhalbjahr und zu offiziellen militärischen Veranstaltungen vorgesehen, darf er seit 1977 ganzjährig benutzt werden. Üblich ist mittlerweile auch das Tragen bei zivilen Veranstaltungen, wie etwa dem Wiener Opernball. 1986 wurde dazu die passende Uniformhose in schwarzblau eingeführt. Anstelle der Passepoillierung ist die Hose mit einem dunkelblauen Smokingband ausgestattet. Weibliche Soldaten tragen statt der Hose ein dunkelblaues Abendkleid sowie den Rock in Schnitt einer Spencerjacke.
Je nach Art der Dekoration wird er als „Gesellschaftsanzug weiß“ (Ordensspange) oder „Großer Gesellschaftsanzug weiß“ (Volldekoration) bezeichnet.

### Paradeanzug

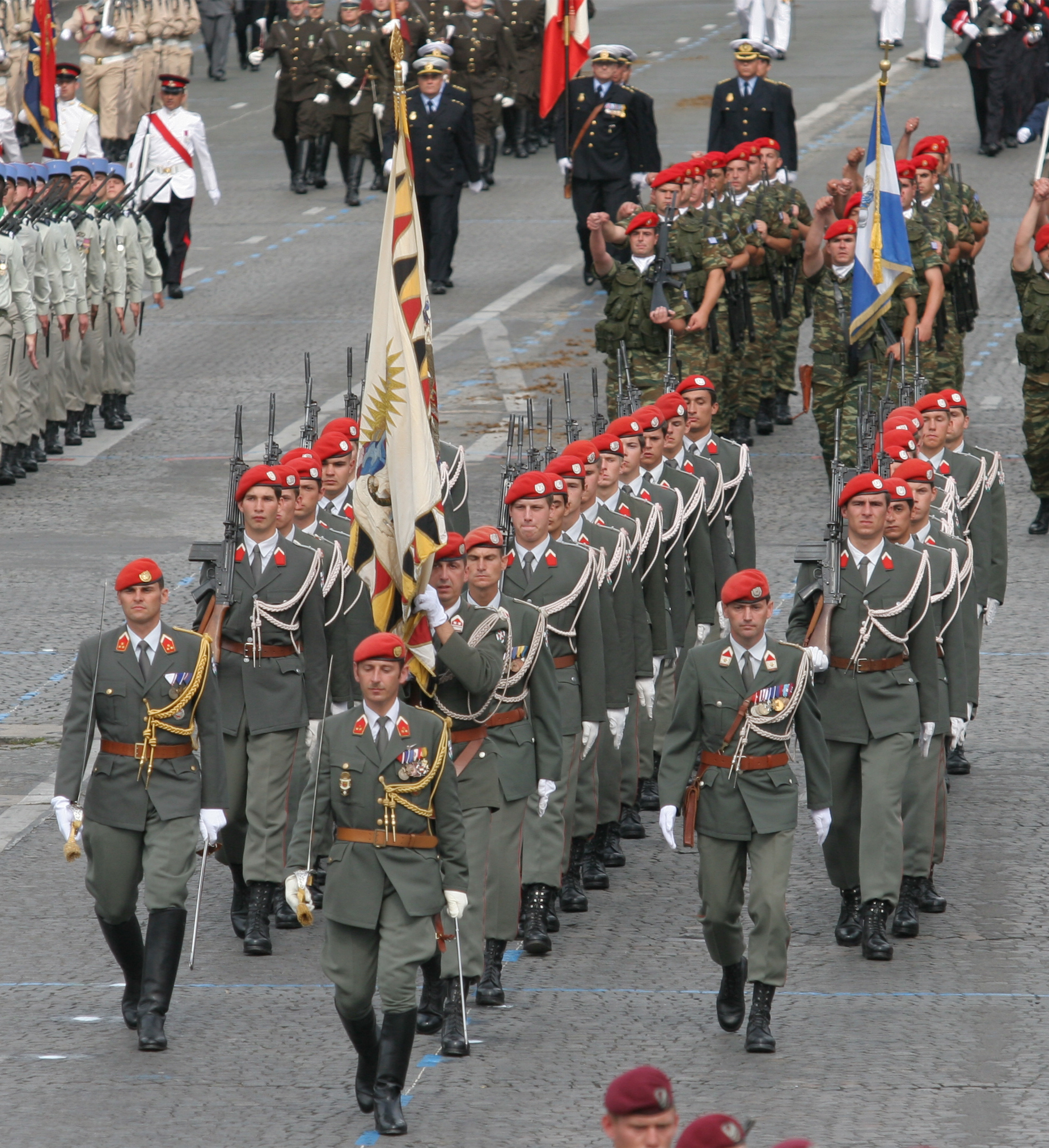
Garde bei einer Parade in Paris

#### Paradeanzug für Garde
Zu Paraden wird eine dem Großen Dienstanzug ähnelnde Uniform getragen, jedoch mit Paradeschuhen (für Offiziere Paradestiefel), braunem Leibriemen und weißen Handschuhen. An der linken Schulter des Uniformrocks wird dazu eine Fangschnur angelegt – goldfarben für Offiziere, silberfarben für Unteroffiziere, weiß für Chargen und Rekruten.
Offiziere tragen außerdem Säbel, Säbelkuppel und Portepee. Unteroffiziere tragen Pistolentasche mit Pistole. Chargen und Rekruten tragen das StG 58. Als Kopfbedeckung wird bei der Garde entweder Helm oder Barett getragen. Bei entsprechender Witterung wird der Parademantel getragen.

#### Paradeanzug für Theresianische Militärakademie
Der Paradeanzug der Militärakademie unterscheidet sich gegenüber der Garde im Verzicht auf die Schulterschnur. Ebenso tragen die Militärakademiker (Fähnriche) das StG 58. Als Kopfbedeckung wird ausschließlich der Helm getragen. Bei entsprechender Witterung wird der Uniformmantel getragen.

### Militärmusik
In Österreich ist die Militärmusik den Militärkommanden unterstellt. Jedem Militärkommando untersteht eine Militärmusik. Für das Militärkommando Wien übernimmt die Gardemusik diese Funktion.

#### Paradeanzug für Gardemusiker
Der Paradeanzug für Gardemusiker besteht im Grunde aus dem Paradeanzug für Garde. Am Uniformrock ist auf der rechten Schulter eine Schlaufe befestigt. Durch diese wird die Instrumentenschnur geführt. Zusätzlich wird eine braune Tasche für Notenblätter an der linken Seite getragen. Im Winter wird darüber der Uniformmantel getragen.

#### Paradeanzug für Militärmusiker der Militärkommanden
Der Paradeanzug für Militärmusiker der Militärkommanden besteht aus dem Anzug 75 mit zusätzlichem, weißen Leibrieben und weißer Notentasche sowie einer grün-weißen Schulterschnur. Als Kopfbedeckung wird das Barett getragen.

#### Konzertanzug
Der Konzertanzug ist für gesellschaftliche Veranstaltungen und Konzerte vorgesehen. Er besteht für Gardemusiker aus dem Paradeanzug für Gardemusiker sowie Ordensspange. Die Musiken der Militärkommanden tragen statt der Schulterschnur für Garde eine grün-weiße Schulterschnur, die an einem extra Knopf unter dem linken Revers befestigt wird sowie weißen Gürtel und Notentasche. Im Winter wird darüber der Uniformmantel getragen.

#### Gesellschaftsanzug für Militärmusiker
Der Gesellschaftsanzug für Militärmusiker besteht sowohl für Gardemusiker, als auch für Musiker der Militärkommanden aus dem Anzug weiß mit zusätzlichem Knopf unter dem linken Revers zur Befestigung der Schulterschnur. Er wird mit Ordensspange getragen.

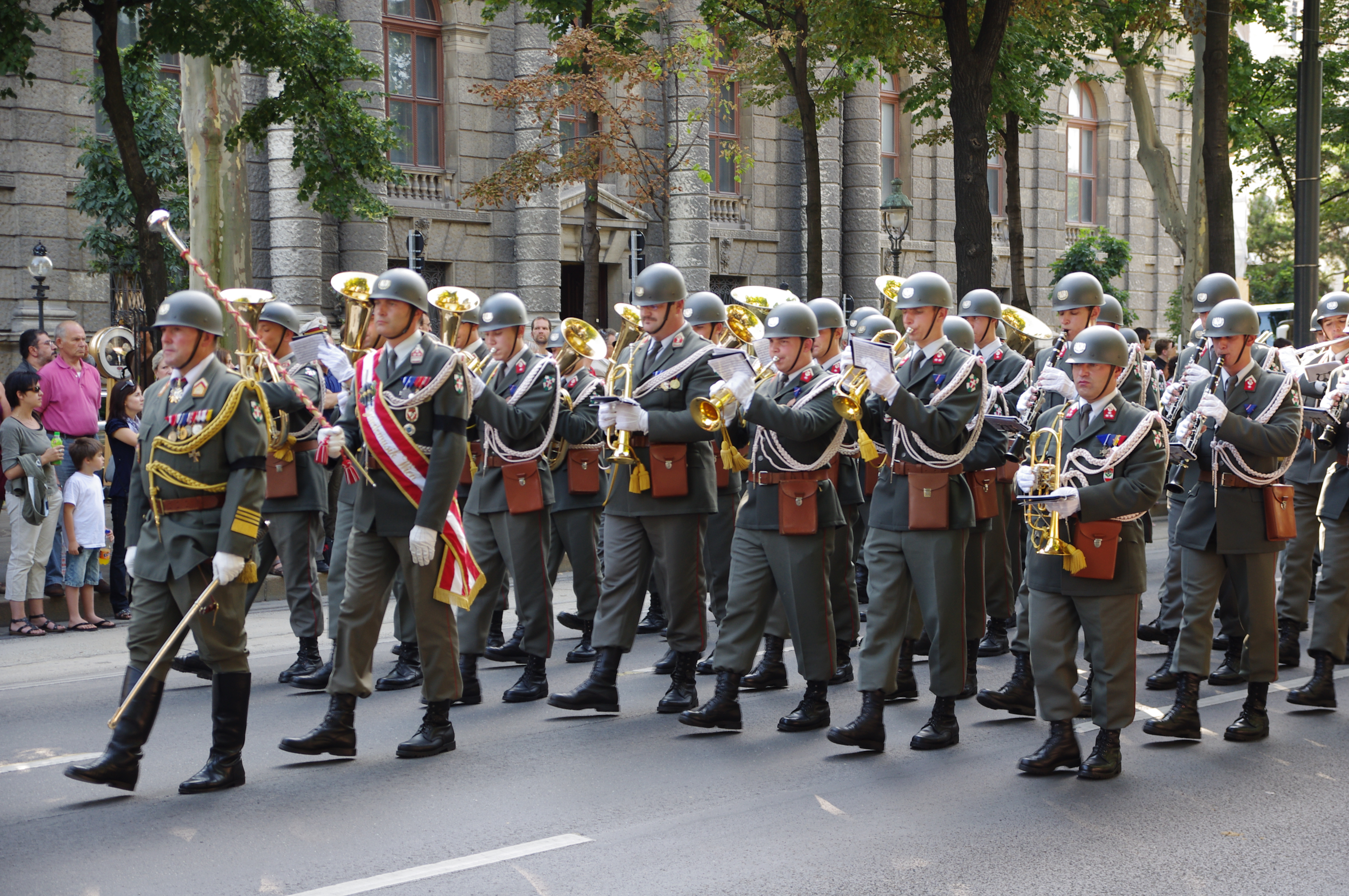
Gardemusik während eines Konduktes
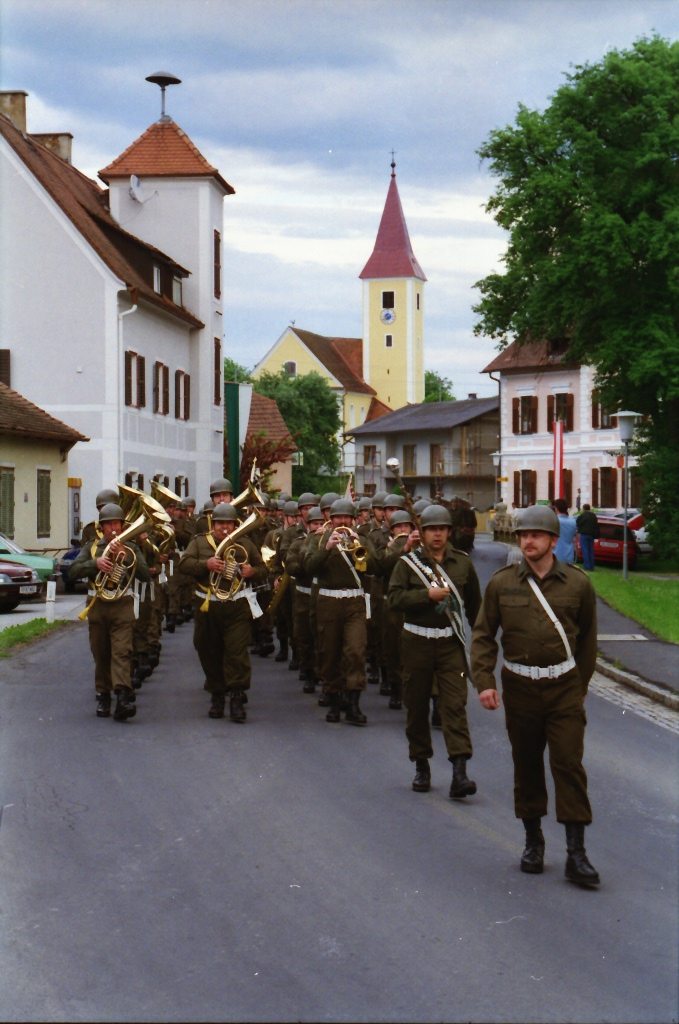
Militärmusik bei Parade während einer Angelobung

## Ausrüstungen

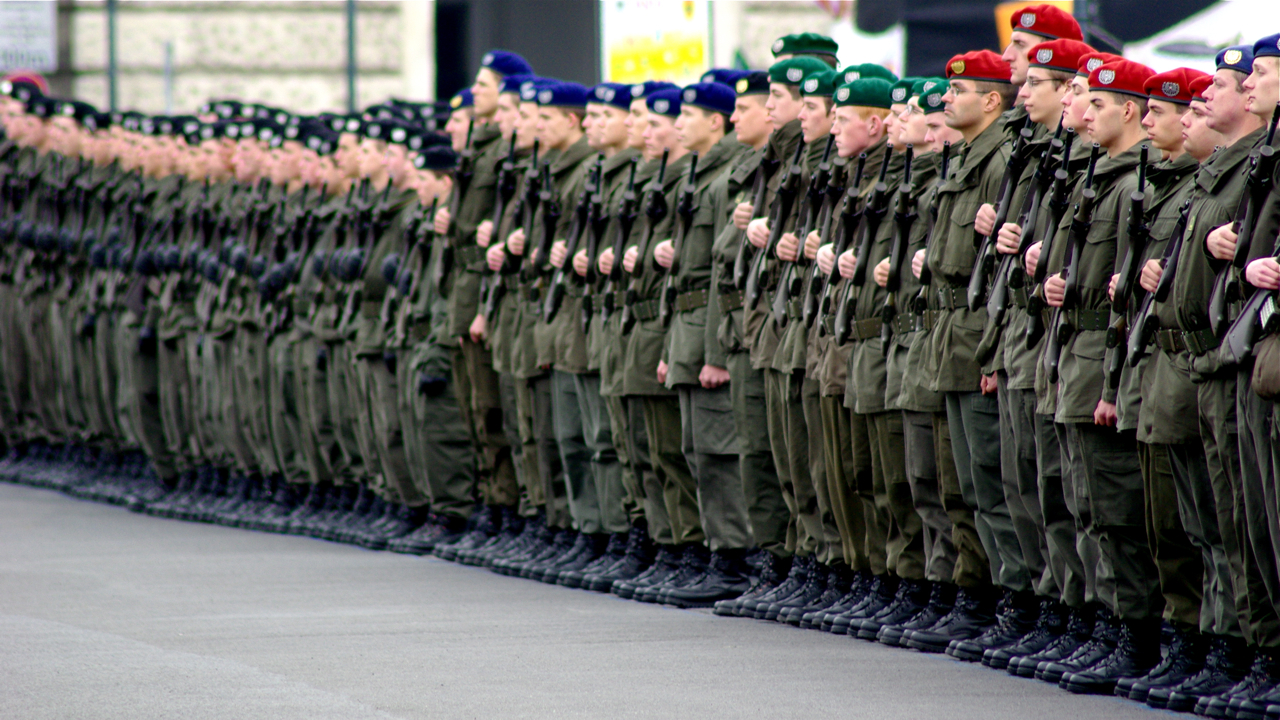
Verschiedene Barettfarben bei einer Angelobung zum Nationalfeiertag am Heldenplatz

### Kopfbedeckungen

#### Barett
Das Barett dient meist als Ausgangskopfbedeckung oder wird bei speziellen Anlässen zum Feldanzug getragen. Als äußeres Erkennungszeichen tragen viele Soldaten des Österreichischen Bundesheeres ein Barett, außer bei den Luftstreitkräften oder der 6. Jägerbrigade, diese besitzen eine eigene Kopfbedeckung (siehe Kampfanzug 03).

##### Barettfarben
Die Farbe des Baretts gibt unter anderem Auskunft darüber, welcher Waffengattung bzw. welchem Verband ein Soldat angehört.
| Grün          |  | Jägertruppe (Ausnahmen: Jägerbataillon 25, Jägerbataillon 33), Pioniertruppe, Territoriale Organisationen (z. B.: Militärkommanden), Soldaten von Akademien und Schulen (Ausnahmen: Theresianische Militärakademie, Heeresunteroffiziersakademie, Führungsunterstützungsschule, Heereslogistikschule) |
| Beige         |  | Soldaten der 7. Jägerbrigade/Jagdkampf (Ausnahmen: Aufklärungs- und Artilleriebataillon 7) |
| Schwarz       |  | Panzertruppe, Panzergrenadiertruppe, Panzerartillerietruppe, Pioniere, Jägerbataillon 33, Aufklärungs- und Artilleriebataillon 7 |
| Signalgrau    |  | Theresianische Militärakademie, Heeresunteroffiziersakademie, Bundeshandelsakademie für Führung und Sicherheit an der Theresianischen Militärakademie in Wiener Neustadt (Sicherheitsschule) |
| Scharlachrot  |  | Gardebataillon |
| (Wein-)Rot    |  | Jägerbataillon 25 und (bis 2002) Jagdkommando |
| Korallrot     |  | Militärstreife und Militärpolizei |
| Rostbraun     |  | Führungsunterstützungstruppe, Führungsunterstützungsschule |
| Hechtgrau     |  | ABC-Abwehrtruppe, AFDRU |
| Dunkelblau    |  | Streitkräftebasis, Heereslogistikschule, Militär Medizinisches Zentrum |
| Gelbgrün      |  | Heeressportzentrum |
| Oliv          |  | Seit 2002 Jagdkommando sowie alle Soldaten mit abgeschlossenem Jagdkommando-Grundkurs, anstatt des Bundesadlers wird das Jagdkommando-Emblem getragen |
| Hellblau (UN) |  | Soldaten im Dienst der Vereinten Nationen, anstatt des Bundesadlers jedoch mit dem Flaggensymbol der UN |

#### Tellerkappe
Das Modell orientiert sich an der ehemaligen österreichisch-ungarischen Marineoffizierskappe. Sie hat einen schwarzen Kappenschirm sowie einen farbigen Kappensteg (Landstreitkräfte: schwarz; Luftstreitkräfte (Fliegertellerkappe): silbergrau), für Offiziere aus Samt, für Unteroffiziere, Chargen und Rekruten aus Halbkammgarn. Die beiden miteinander verdrillten Kappenkordeln sind für Offiziere goldfarben, für Unteroffiziere silberfarben, für den Vizeleutnant gold-silbern meliert.
Der Dienstgrad ist durch farbige (graue, silberne oder goldene) Streifen auf dem Kappensteg ersichtlich. Ab Dienstgrad Brigadier wird eine goldene Kappenstickerei auf den Lackschirm angebracht.
Die Tellerkappen der Militärstreife besitzen einen weißen Körper.

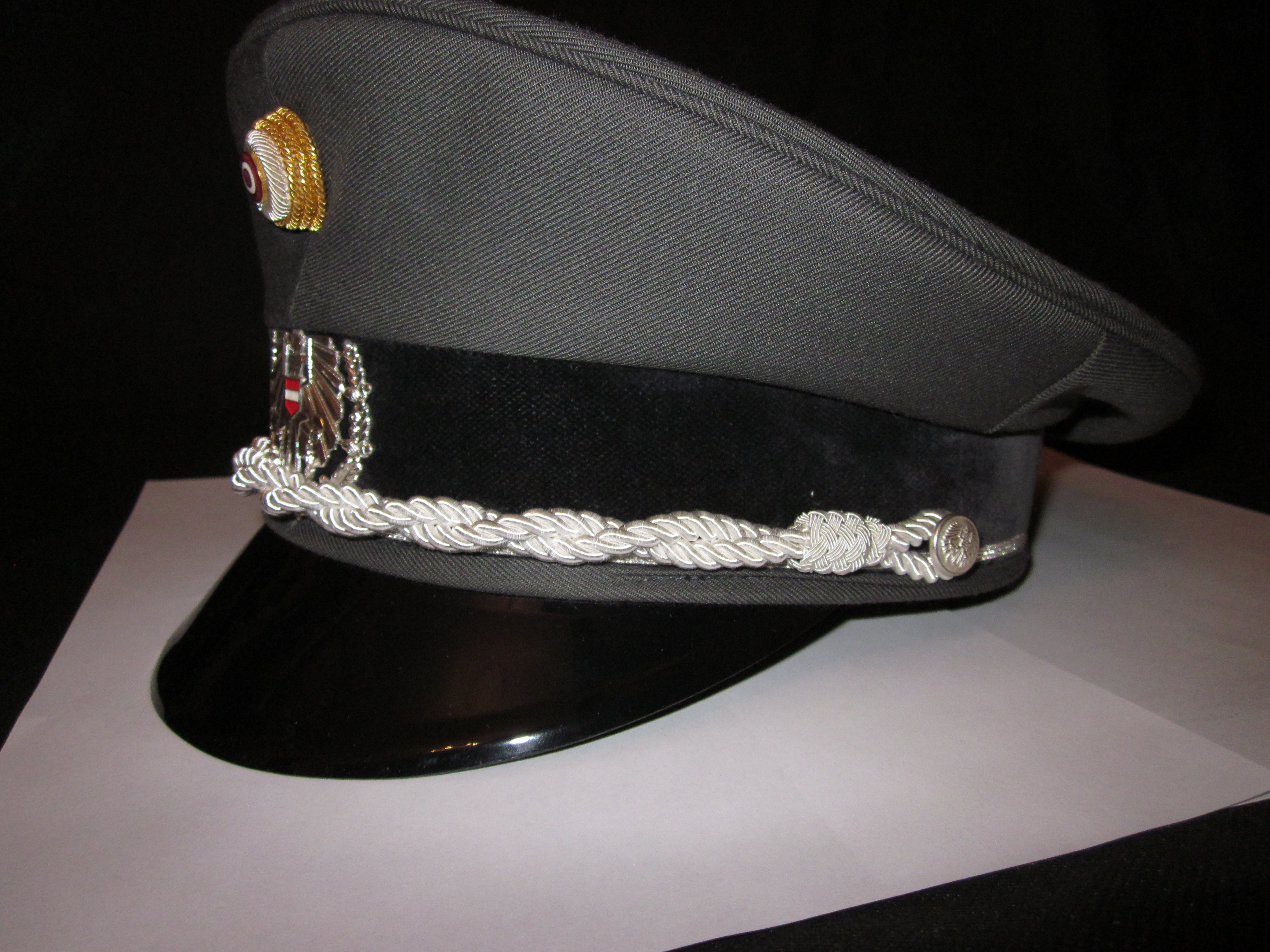
Tellerkappe eines Wachtmeisters
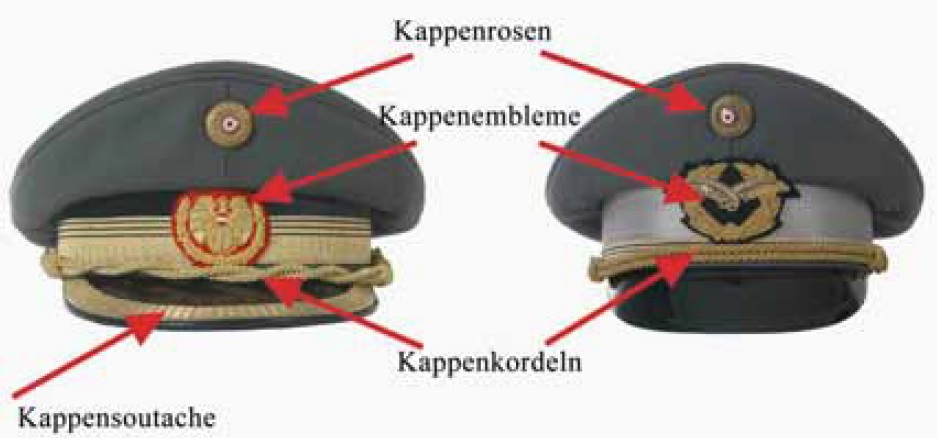
Vergleich: Tellerkappe (General) und Fliegertellerkappe (Offiziersrang)
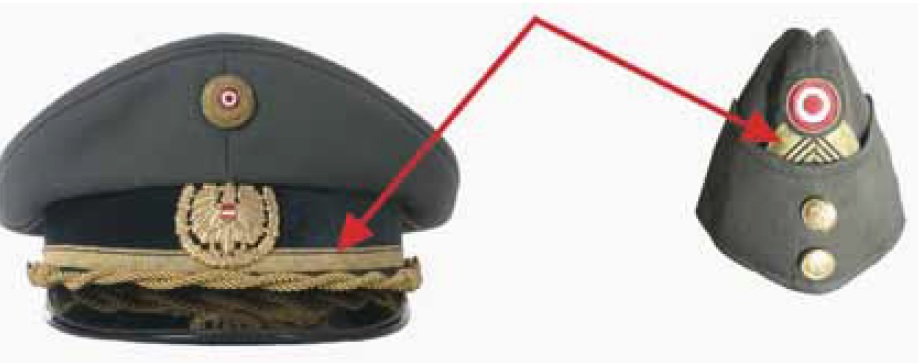
Vergleich der Dienstgradabzeichen: Tellerkappe (Major) und Fliegermütze grau(Oberst)

#### Fliegermütze
Angehörige der Luftstreitkräfte (sowohl Piloten als auch das Bodenpersonal wie z. B. Flughafenfeuerwehr, Wache, Sanitäter usw.) dürfen eine braungraue (Anzug 75 und Anzug 03) oder graue (Anzug grau) Fliegermütze (Schiffchen) tragen. Die Kokarden der Fliegermütze sind bei Unteroffizieren mit einem dünnen silbernen, bei Offizieren mit einem dünnen goldenen Streifen verziert, der an den äußeren roten Kreis angrenzt. Dienstgrade sind durch zwei dreieckig zur Kokarde zulaufende Streifen (analog zu den Dienstgraden der Tellerkappe, nur „verkehrt“) dargestellt.

#### Gebirgskappe

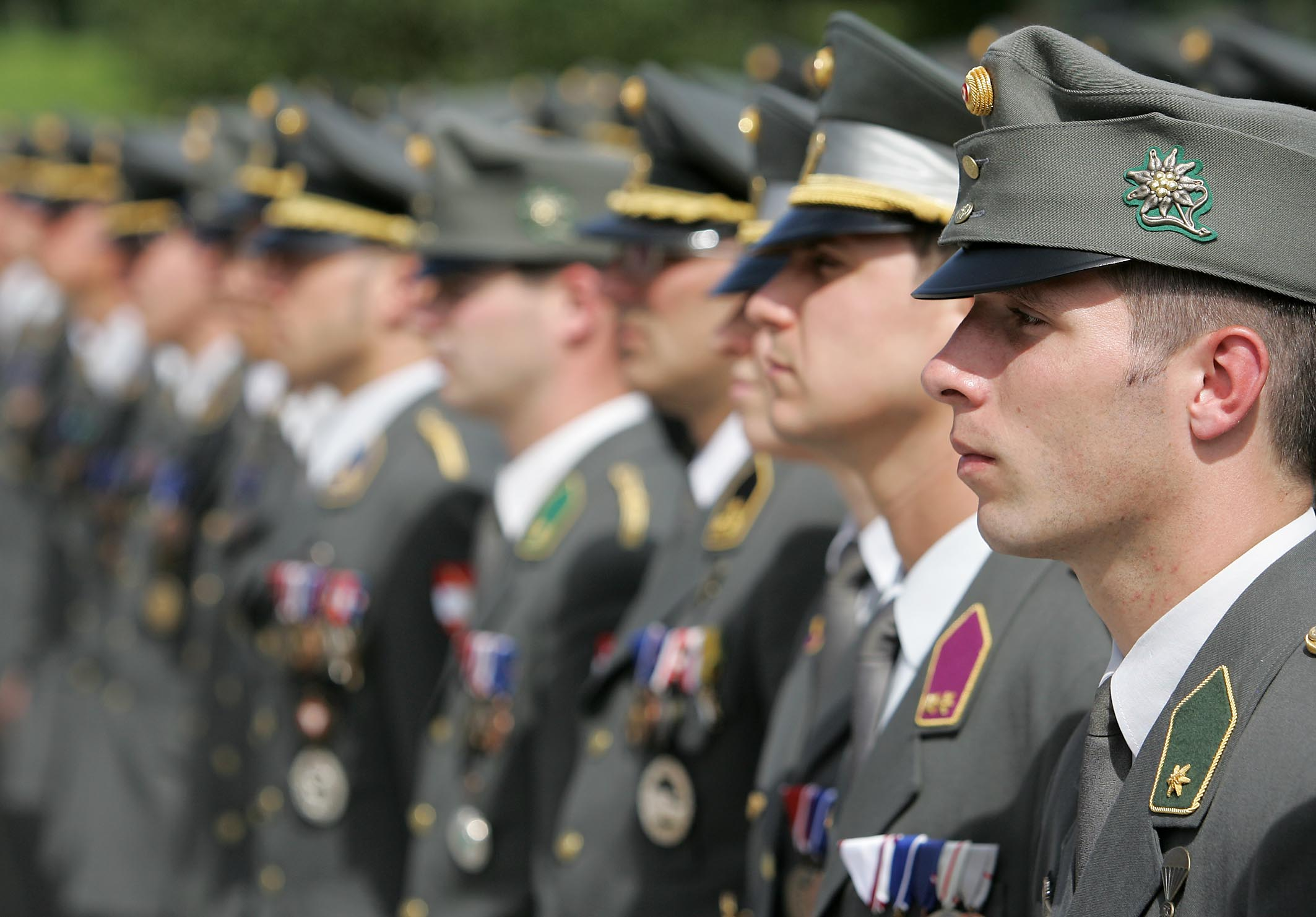
Vorne rechts im Detail: Gebirgskappe, dahinter Fliegertellerkappe

Mitte der 2000er Jahre wurde für die 6. Jägerbrigade die Gebirgskappe eingeführt. Sie ist grau gehalten und orientiert sich in Schnitt und Funktion an den Kappen der k.u.k. Armee sowie der ersten Republik. Sie besitzt einen schwarzen Lackschirm sowie darüber zwei Knöpfe in silber (Unteroffiziere) oder gold (Offiziere) und die entsprechende Kappenrose darüber.
Auf der linken Seite befindet sich das traditionelle Edelweiß auf grünen Grund. Sie wird alternativ zur Tellerkappe getragen aber auch zum Anzug 03 bei öffentlichen Veranstaltungen.

#### Symbole auf den Kopfbedeckungen

##### Emblem
Der Bundesadler auf dem Barett, dem Paradehelm oder der Tellerkappe und die Adler-Doppelschwinge auf der Fliegertellerkappe wird als Emblem bezeichnet. Dieses ist für Rekruten und Chargen metallfarben, bei Unteroffizieren silberfarben und bei Offizieren goldfarben. Es ist entweder aus Metall oder gestickt. Den Dienstgrad General unterscheidet seit 1982 ein scharlachrot unterlegtes Emblem vom Generalleutnant.

##### Kokarde

Kokarde

Als Kokarde werden die auf allen (Feld-, Kampfanzugs-) Kappen und Fliegermützen angebrachten rot-weiß-roten Abzeichen bezeichnet. Sie ist in der Regel aufgenäht und besitzt hierfür einen grünen Stoffrand.

##### Kappenrosen
Kappenrosen sind für die Tellerkappe, die Fliegertellerkappe, die Gebirgskappe und für die Tellerkappe für Militärstreife vorgesehen. Um die rot-weiß-rote Kokarde befindet sich ein graues (Rekruten/Chargen), goldenes (Offiziere) oder außen goldenes und innen silbernes (Unteroffiziere) Metallgespinst.